# Otto Ernst Kempen
Otto Ernst Kempen (* 10. Juli 1942 in Potsdam; † 20. März 2022  in Frankfurt am Main) war ein deutscher Jurist.

## Werdegang
Kempen studierte Rechts- und Politikwissenschaft an der Freien Universität Berlin, an der Universität Hamburg und an der Goethe-Universität in Frankfurt am Main. 1970 wurde er wissenschaftlicher Assistent an der Justus-Liebig-Universität in Gießen. 1972 wurde er als Rechtsanwalt zugelassen und wurde Justitiar der IG Bau-Steine-Erden.
Er war bis 2021 Rechtsberater des Bundesvorstands der Verdi. In dieser Eigenschaft schuf er  die Voraussetzungen zum Zusammenschluss von fünf Gewerkschaften zur Verdi 2001. Seit 1977 wirkte er an der Europäischen Akademie der Arbeit in der Universität Frankfurt am Main, wo er zwischen 1979 und 2007 alternierender Leiter und Direktor war. Kempen war Professor für Arbeits- und Verfassungsrecht sowie für Politikwissenschaft an der Goethe-Universität in Frankfurt.
1979 wurde er auch Leiter des Seminars für Arbeits- und Sozialrecht des DGB. Von 1995 bis 2001 war er Syndikus der ÖTV-Gewerkschaft. Vorher hatte er für die Gewerkschaft bereits Rechtsgutachten verfasst. Er war Vorsitzender des Arbeitskreises Wirtschaft der evangelischen Akademie Arnoldshain und stellvertretender Vorsitzender der "Gesellschaft für das Buch".

## Publikationen
- Tarifvertragsgesetz Kommentar für die Praxis(mit Hagemeier, Zachert, Zilius) Köln 1984- 2. Auflage Köln 1990, 5. Auflage Köln 2014 – ISBN 978-3-7663-6157-8
- Hugo Sinzheimer Architekt des kollektiven Arbeitsrechts und Verfassungspolitiker Societäts Verlag Frankfurt/Main 2017 – ISBN 978-3-95542-273-8